# Дьявольский остров
«Дьявольский остров» — фильм режиссёра Джоэла Виртела, снятый в 2003 году direct-to-video.

## Сюжет
Красивой и избалованной Джулианне - девушке из состоятельной семьи - кажется, что она нашла мужчину своей мечты. Митч, парень из социального слоя намного ниже, очаровал её, и спустя совсем короткое время после знакомства они заключают брак. Свой медовый месяц молодожёны отправляются проводить в охотничьем домике, находящемся на островке посреди лесного озера, где не оказывается ни мобильной связи, ни электричества. В планах пары пробыть на острове две недели.  
Джулианна поначалу наслаждается уединением, природой и тишиной, но вскоре ей начинает становиться неуютно - девушка не привыкла находиться вдалеке от города и цивилизации, а кроме того, боится воды. В то же самое время Митч искренне наслаждается жизнью на острове. Однажды с его подачи Джулианна остаётся загорать на надувном матрасе посреди озера недалеко от домика, но засыпает - и в это время матрас спускает воздух. Девушка чуть не тонет, но Митч вовремя спешит ей на помощь. Выясняется, что Джулианна не умеет плавать и очень нервничает по поводу случившегося.  
Проходят две недели. Джулианна предлагает вернуться домой, чтобы подготовиться к дню рождения своей матери, но Митч настойчиво переубеждает её - ведь это их медовый месяц. Ситуацию усугубляет то, что Джулианна не может найти свои противозачаточные таблетки, и это выводит её из себя. Митч упорно отказывается возвращаться в город, и пара ссорится. 
Напряжение между супругами растёт, и чем сильнее растёт желание Джулианны уехать с острова, тем настойчивее и агрессивнее становится Митч в своих отказах его покинуть. Внимание Джулианны однажды привлекает металлическая коробка, которую случайно роняет Митч. Девушка замечает выпавшие из неё рисунки своего авторства и внезапно понимает, что Митч выслеживал её до их знакомства, а их якобы случайная первая встреча на самом деле была им спланирована. Завязавшаяся словесная перепалка перерастает в драку - Джулианна разбивает о голову мужа бутылку и спешно уплывает с острова на лодке, в попытках добраться до их пикапа и позвонить матери. В лесу она находит неизвестную могилу, возле которой её позже находит Митч. Пара мирится и возвращается в домик, но ночью Митч затапливает их лодку - таким образом, отрезая возможность для жены снова так сбежать. 
Обнаружив пропажу лодки, Джулианна в ужасе - теперь покинуть ненавистный остров для неё становится ещё более сложной задачей. Воспользовавшись тем, что после близости муж всегда сразу засыпает, девушка снимает с его шеи ключ и открывает уже знакомую ей металлическую коробку, в которой обнаруживает документы собственности на домик на имя Митча, а также осознаёт, что он бывал в этом месте ранее много раз. Джулианна в спешке уплывает с острова, используя случайный подручный предмет, но когда пытается сбежать на пикапе - тот не заводится. Примерно в это же время её находит Митч и оглушает. 
Утром Джулианна приходит в себя и обнаруживает, что к её ноге прикована длинная цепь - она фактически стала пленницей своего мужа. Митч признаётся ей, что в могиле в лесу похоронен его отец, погибший на охоте из-за несчастного случая, а также сообщает, что остров они никогда не покинут. Джулианна с ужасом понимает, что до знакомства Митч знал о ней всё, все её страхи и слабости. Она умоляет мужа отпустить её с острова домой - но тот вновь резко отказывает, взамен сообщает о своих планах вырастить на этом острове их детей.  
Джулианна поначалу впадает в полное отчаяние, но затем находит способ спровадить Митча с острова - уничтожив их запас спичек. Пока муж отсутствует, девушка ремонтирует испорченный матрас и прячет на острове капкан. Вернувшись, Митч догадывается, что Джулианна покидала остров. Между супругами происходит жестокая драка, в ходе которой нога Митча попадает в заготовленный Джулианной капкан. Девушка находит в доме дробовик и, несмотря на то, что Митчу почти удаётся расправиться с ней, ранит его, отстрелив кисть руки. Теряющий силы Митч просит её добить его, но Джулианна отказывается, предлагая ему сделать это самостоятельно. 
Самостоятельно с большим трудом переплыв озеро, измученная девушка слышит выстрел и понимает, что Митч покончил с собой. Оставив обручальное кольцо в их с мужем пикапе, Джулианна покидает это место навсегда. 

## В ролях
- Кип Парду — Митч
- Тара Рид — Джулиана
- Мередит Бакстер — Кит
- Дэн Гюнтер — священник

## Художественные особенности
В фильме занято очень малое количество актёров. Фактически всё действие развивается лишь вокруг персонажей Кипа Парду и Тары Рид, остальные появляются лишь в кратких эпизодах.